# NGC 3293
NGC 3293 är en öppen stjärnhop 8000 ljusår från jorden i kölen.